# Omofagia

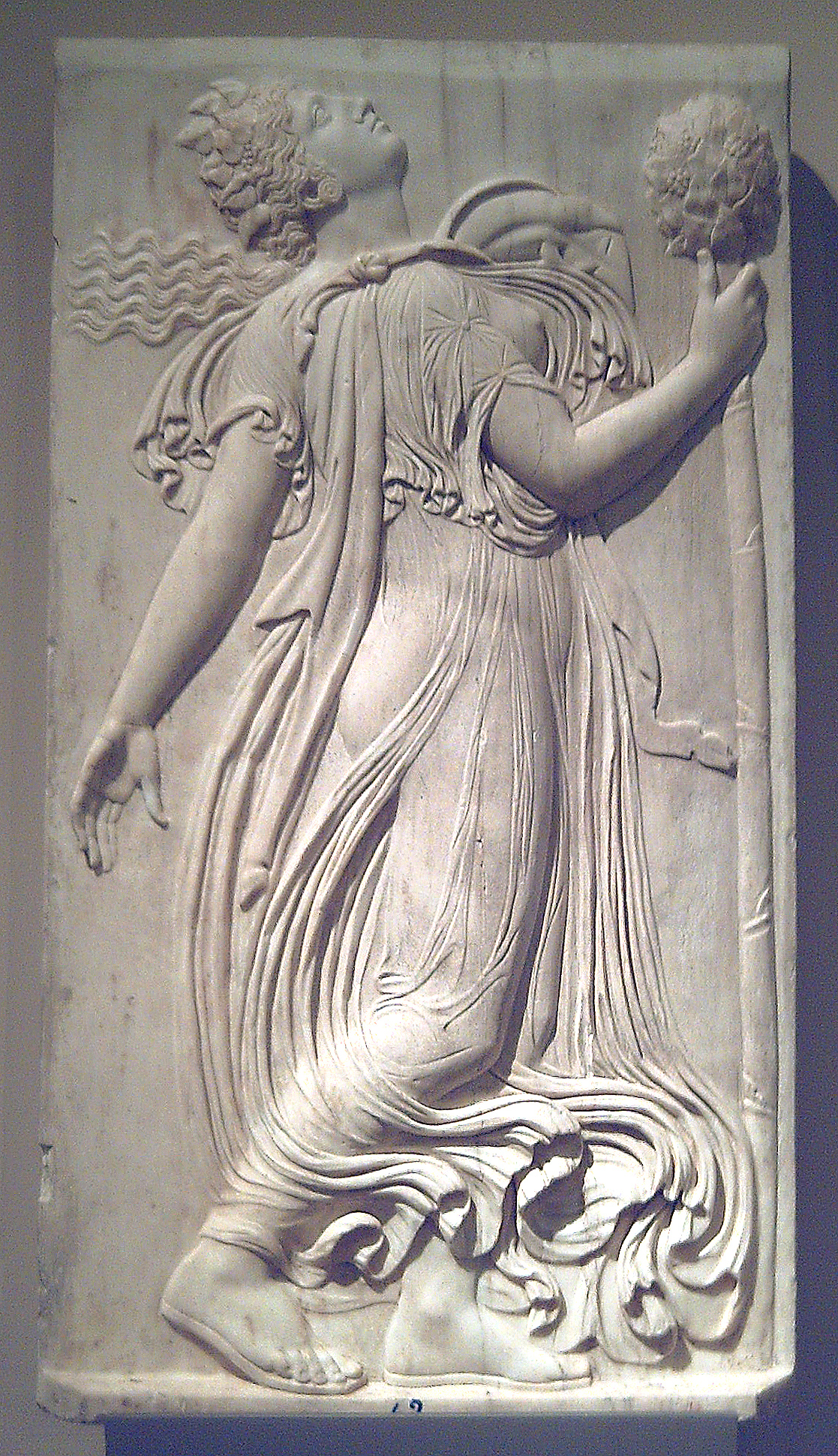
Ménade bailando. Mármol. c. 120-140. Atribuido a Calímaco.

La omofagia (del griego ωμός "crudo") es el consumo de carne cruda. El término tiene su importancia en el contexto del culto a Dioniso. 
La omofagia es un elemento central del rito dionisíaco; de hecho, uno de los epítetos de Dioniso es Omophagos 'comedor de carne cruda'. La omofagia pudo haber sido un símbolo del triunfo de la naturaleza salvaje sobre la civilización y un símbolo de la ruptura de los límites entre la naturaleza y la civilización. También podría haber sido simbólico que sus adoradores estuvieran interiorizando los rasgos más salvajes de Dioniso y su asociación con la naturaleza brutal, en una especie de 'comunión' con el dios.
La mitología a veces representa a las ménades, las seguidoras de Dionisio, comiendo carne cruda como parte de su ritual de adoración. Sin embargo, hay poca evidencia histórica sólida de que las ménadas consumieran la carne cruda.
El comer carne cruda dionisíaco puede atribuirse más adecuadamente al propio Dioniso, en lugar de a sus seguidores. Recibía sacrificios de carne cruda y se creía que la consumía, pero sus seguidores no compartían este consumo.

## Orfismo
Los misterios órficos se originaron como un ritual que se centraba en la purificación y la vida del Más Allá. Los misterios se basaban en las historias de Zagreo avatar de Dioniso. Zagreo, hijo de Zeus y Persefone, fue despedazado por los Titanes en un acto de sparagmos (desmembramiento). Después de destrozar a Zagreo, los Titanes lo devoraron, excepto su corazón. 
Su cuerpo fue luego reensamblado. Esto puede reflejarse en la historia de Penteo, con las partes de su cuerpo que volvieron a juntarse después de que su madre, su tía y otras ménades lo destrozaran en un frenesí dionísico. O en la historia de Acteón, que fue comido por sus propios perros de caza. Debido a que los perros se afligieron tan profundamente después de la muerte de Acteón, se hizo una imagen de él para consolarlos. Las tres historias muestran un motivo común de reensamblaje de las partes de cada cuerpo después del sparagmós y la omofagia, y este motivo puede haber sido importante para el ritual religioso.
En el orfismo, los adoradores tomaban parte en un ritual órfico que representaba la historia de Zegreo, usando un toro como víctima (los adoradores más pobres pudieron haber usado un cabrito en su lugar). Y todo en un contexto de oribasia, de retiro a espacios agrestes. Consideraban que el ritual era 'conmemorativo' de los acontecimientos en la existencia de su dios. En su artículo Un nuevo ritual de los misterios orficos, Michael Tierney dice que '... mediante la representación sacramental de la muerte del dios, se obtenía una esperanza de salvación para sus adoradores'. Dioniso se asoció a Zagreo, y la historia de haber sido desgarrado y comido por los Titanes también se le aplicó a él.
La omofagia fue el foco de los misterios dionisíacos y un componente de las ceremonias órficas. En sus inicios, el orfismo fue influenciado por los misterios eleusinos, y adoptó historias de otras mitologías como propias. Los adoradores de Zagreo podrían haberse involucrado en la omofagia como rito de iniciación.

## Las Bacantes
La obra de Euripides, Las Bacantes, se centra en la adoración de Dionisio, incluidas las alusiones a la omofagia y los corespondientes sparagmos. En esta obra, el personaje femenino Ágave destroza a su hijo Penteo mientras se encuentra bajo los influjos dionisíacos. Debido a que Eurípides describe a Ágave como involucrada en el sparagmós, probablemente pretendía que el público asumiera que ella también se involucraba en la omofagia: además, el personaje Cadmo compara las acciones de Ágave con la historia de Acteón, que fue consumido por sus propios perros de caza. Esta asociación sugiere todavía más que la omofagia tuvo lugar.
Hay otro posible caso de omofagia en Las Bacantes. En un momento de la obra, las ménades van a una ciudad cercana y se llevan a los niños. Es posible que las ménades se los comieran. En el arte y el mito, este incidente está vinculado a la omofagia, aunque es posible que Eurípides no hubiese sugerido ese desenlace en su obra.

## Otros rituales
Son varios los rituales donde se llega a la omofagia como forma de identificarse con el dios, como en el culto a Sabacio, con ceremonias nocturnas, con músicas descontroladas que invitaban a la alegría y posterior desenfreno en la danza y el canto, principalmente con el protagonismo de las mujeres. Terminaban cuando despedazan a los animales elegidos para su sacrificio, despedazándolos y comiendo su carne cruda. A los participantes se les denominaba Sabos.